# 5月4日
5月4日是阳历年的第124天（闰年是125天），离一年的结束还有241天。

## 大事记

### 19世紀以前
- 1493年：教宗亚历山大六世发布确定葡萄牙和西班牙势力范围的诏书，在大西洋中部划出殖民界线。
- 1776年：羅德島殖民地及普羅維登斯莊園成為北美十三殖民地中首個宣布不再效忠英國王室的殖民地。

### 19世紀
- 1814年：拿破仑被放逐厄尔巴岛。
- 1869年：法国传教士譚衛道在中国四川雅安宝兴县首次捉到野生大熊猫。
- 1886年：乾草市場事件：在芝加哥的工人發動罷工遊行以提倡八小時工作制和抗議前一天警方鎮壓工運的事件，過程中不明人士在警方即將驅散群眾的時候向警方投擲了炸彈，引發警方開槍反擊，造成了七名警察和至少四名民眾死亡，另有許多人受傷。

### 20世紀
- 1904年：美國開始建造巴拿馬運河。
- 1910年：加拿大皇家海軍成立。
- 1912年：意大利佔據了希臘的羅德島。
- 1912年：京师大学堂改名为北京大学，严复出任第一任校长。
- 1918年：孙中山辞去护法军大元帅职务。
- 1919年：中国北京市学生在天安门广场集会游行以抗议巴黎和会与《二十一条》，五四运动爆发。
- 1922年：孙中山再次下令北伐。
- 1927年：在美国电影艺术与科学学院成立的宴会上，与会者提议发起设立奥斯卡金像奖。
- 1928年：毛泽东与朱德在井冈山会师，中國工農紅軍第四军（红四军）成立。
- 1939年：日军大规模轰炸重庆，市内发生大火，市民死亡4400多人，受伤3100多人，房屋被炸毁1200余栋，无家可归者达20万人。
- 1942年：二战：大日本帝國海軍艦艇上的飛機襲擊盟軍海軍部隊，珊瑚海海戰由此拉開帷幕，這是第一次參戰艦艇從未直接瞄準對方或向對方開火的海戰。
- 1945年：諾因加默集中營被盟軍解放。
- 1945年：二战：丹麦被盟军解放。
- 1949年：意大利杜里诺足球俱乐部球员在从葡萄牙返回都灵的途中遭遇空难，造成机上31人死亡。
- 1953年：美国作家海明威以作品《老人与海》获普利策奖。
- 1959年：第一屆葛萊美獎頒獎典禮。
- 1970年：美国俄亥俄州肯特州立大学的3千多名学生示威遊行抗议美国军队入侵柬埔寨。遭警察镇压过程中许多学生受伤，有4名学生被开枪打死，其中有2名是女学生。
- 1974年：日本女子登山隊抵達喜馬拉雅山脈中段的馬納斯盧峰峰頂，成為首批登上8,000公尺以上山峰的女性。
- 1975年：英国女王伊利沙伯二世抵達香港進行訪問，這是英國在任君主首次訪港。
- 1975年：丹麥貨輪「基娜馬士基」號載著3743名越南船民，抵達香港水域。自此揭開困撓香港四分一世紀的越南船民問題的序幕。
- 1978年：南非國防軍攻擊位於安哥拉南部卡辛加地區屬於西南非洲人民組織（為納米比亞人組黨的前身）的軍事基地，途中約600多人死亡。
- 1978年：《中国青年》、《中国青年报》复刊。
- 1979年：在英国保守党于大选击败工党胜出后，撒切尔夫人接替詹姆斯·卡拉汉成为首位女性首相。
- 1982年：欧洲经济共同体（欧盟的前身）拒绝给越南提供一切发展援助，直到越南从柬埔寨撤军。
- 1983年：伊朗共产党被解散。
- 1986年：中国开始正式实行夏时制。
- 1989年：美国正式裁决“伊朗门”事件的核心人物奧利弗·諾斯刑事罪成立。
- 1989年：中共中央總書記趙紫陽發表五四談話，肯定學生的熱情，紓緩學生不滿。參考六四事件。
- 1990年：拉脱维亚最高苏维埃通过了共和国独立宣言，定国名为拉脱维亚共和国。
- 1994年：法国总统密特朗称任期内不恢复核试验。
- 1994年：巴以签署加沙-杰里科自治原则宣言。

### 21世紀
- 2003年：新疆巴楚伽师间（北纬39.4°、东经77.3°）发生5.8级地震。
- 2008年：成都市爆发反对成都PX项目的游行。
- 2013年：为防范成都市民举行反对成都PX项目的示威游行，成都警方全城戒备。
- 2015年：中國國民黨主席朱立倫與中國共產黨中央委員會總書記習近平在北京人民大會堂進行會晤[1]。
- 2019年：委內瑞拉軍方一架美洲獅型直升機在前往科赫德斯州途中，在加拉加斯郊區撞山墜毀，機上7名軍官喪生。[2]
- 2021年: 澳門行政長官批示設立融入國家發展工作委員會，同時廢止建設世界旅遊休閒中心委員會、中國與葡語國家商貿合作服務平台發展委員會、‘一帶一路’建設工作委員會和建設粵港澳大灣區工作委員會。

## 出生
- 1008年：亨利一世，法國卡佩王朝國王。（1060年逝世）
- 1654年：康熙帝，清朝皇帝。（1722年逝世）
- 1677年：弗朗索瓦絲·瑪麗·德·波旁，法国奧爾良公爵夫人。（1749年逝世）
- 1794年：海因里希·伯伊，德國動物學家。（1827年逝世）
- 1796年：威廉·普雷斯科特，美國歷史學家。（1859年逝世）
- 1820年：朱丽娅·加德纳·泰勒，美國第一夫人。（1889年逝世）
- 1825年：托马斯·亨利·赫胥黎，英國生物学家。（1898年逝世）
- 1830年：阿爾貝托·布萊斯特·加納，智利小說家、外交官（1920年逝世）
- 1852年：愛麗絲·李道爾，《愛麗絲夢遊仙境》的創作原型。（1934年逝世）
- 1870年：鳥居龍藏，日本人類學家、民族學家、考古學家、民俗學家。（1953年逝世）
- 1883年：汪精衛，中華民國政治人物，汪精衛國民政府元首。（1944年逝世）
- 1887年：亞歷山大·克倫斯基，俄羅斯政治家、革命家。（1970年逝世）
- 1890年：彭清靠，臺灣醫師、政治人物。（1955年逝世）
- 1903年：胡也頻，中國作家，左聯五烈士之一。（1931年逝世）
- 1904年：烏姆·庫勒蘇姆，埃及女歌手、音樂家、演員（1975年逝世）
- 1906年：布達勞，香港土生葡裔律師、公務員、軍人（1999年逝世）
- 1910年：赵超构，中国新闻编辑。（1992年逝世）
- 1914年：前田山英五郎，日本相撲力士，第39代橫綱。（1971年逝世）
- 1916年：簡·雅各布斯，美國記者、作家。（2006年逝世）
- 1918年：田中角荣，日本政治人物，第64、65任內閣總理大臣。（1993年逝世）
- 1921年：哈里·K·達格利恩，美國物理學家。（1945年逝世）
- 1925年：露絲·弗斯特，猶太裔南非反種族隔離活動家。（1982年逝世）
- 1928年：穆罕默德·胡斯尼·穆巴拉克，埃及政治人物，第4任埃及總統。（2020年逝世）
- 1929年：奧黛麗·赫本，英國女演員。（1993年逝世）
- 1937年：釋證嚴，臺灣佛教比丘尼，慈濟宗的創辦者。
- 1939年：阿摩司·奧茲，以色列作家。（2018年逝世）
- 1950年：魏書生，中國教育家。
- 1952年：唐國強，中國演員。
- 1952年：王明明，中國画家。
- 1954年：江原正士，日本動畫聲優、演員。
- 1956年：哈爾·芬尼，美國程式設計員。（2014年逝世）
- 1958年：凱斯·哈林，美國街頭繪畫藝術家、社會運動者。（1990年逝世）
- 1958年：胡慧中，台灣女演員。
- 1961年：王雷，新加坡歌台藝人、演員、主持人。
- 1963年：千百惠，台灣女歌手。
- 1964年：黎耀祥，香港男演員。
- 1964年：陳瑾，中國女演員。
- 1964年：易卜拉欣·穆罕默德·薩利赫，馬爾地夫政治人物，現任馬爾地夫總統。
- 1965年：盧希萊，香港女藝人。
- 1967年：矢島晶子，日本女性聲優。
- 1971年：于和偉，中國男演員。
- 1971年：喬·波羅斯基，美國棒球選手。
- 1974年：李志剛，香港唱片騎師。
- 1978年：陳鍵鋒，香港男演員。
- 1978年：小野大輔，日本男性聲優。
- 1979年：李葉璽，韓國女演員。
- 1983年：沈震軒，香港男演員。
- 1987年：李易峰，中國男歌手、演員。
- 1987年：周泓，中國女演員、模特兒。
- 1987年：積·施利，英國足球運動員。
- 1987年：法比加斯，西班牙足球選手。
- 1988年：奧勒·維爾納，德國前職業足球運動員、現任足球教練。
- 1988年：凱爾·辛格勒，美國職業籃球運動員。
- 1989年：藤浦惠，日本AV女優。
- 1992年：LEE WOO，韓國男歌手。
- 1994年：黃瑋琦，香港女藝人。
- 1994年：邵初，香港女藝人。
- 1994年：伊藤沙莉，日本女演員。
- 1994年：鄭昭娟，韓國女子偶像團體LABOUM成員。
- 1995年：沙梅克·摩爾，美國男演員、歌手、饒舌歌手。
- 1996年：林勢俊，韓國男子偶像團體VICTON成員。
- 1999年：李秀賢，韓國女歌手，團體樂童音樂家成員。
- 2001年：何洛洛，中國男子偶像團體R1SE成員。
- 2002年：劉敬，臺灣男演員。

## 逝世
- 1406年：薩盧塔蒂，義大利人文主義者。（1331年出生）
- 1584年：龍造寺隆信，日本戰國時代大名。（1529年出生）
- 1584年：圓城寺信胤，日本戰國時代武將。（生年不詳）
- 1641年：大友親家，日本戰國時代至江戶時代武將。（1561年出生）
- 1677年：艾薩克·巴羅，英國數學家。（1630年出生）
- 1873年：轟武兵衛，日本藩士、儒學學者。（1818年出生）
- 1885年：歐文·麥克道爾，美國陸軍少將。（1818年出生）
- 1912年：內蒂·史蒂文斯，美國遺傳學家。（1861年出生）
- 1938年：卡爾·馮·奧西茨基，德國記者、作家、和平主義者，1935年諾貝爾和平獎得主。（1889年出生）
- 1945年：费多尔·冯·博克，德國陸軍元帥。（1880年出生）
- 1971年：克拉拉·布卢姆（德语：Klara Blum），犹太裔华籍女作家。（1904年出生）
- 1972年：愛德華·卡爾文·肯德爾，美國化學家，1950年諾貝爾生理學或醫學獎得主。（1886年出生）
- 1980年：約瑟普·布羅茲·狄托，南斯拉夫革命家、政治家，南斯拉夫社會主義聯邦共和國總統。（1892年出生）
- 2000年：亨德里克·卡西米爾，荷蘭物理學家。（1909年出生）
- 2014年：阿爾·皮斯，英國裔加拿大賽車手。（1921年出生）
- 2016年：讓·巴蒂斯特·巴加扎，蒲隆地政治人物，第2任蒲隆地總統。（1946年出生）
- 2024年：弗蘭克·施龍茲，美國企業家，前任波音公司總裁。（1931年出生）
- 2024年：弗蘭克·斯特拉，美國畫家。（1936年出生）
- 2024年：唐十郎，日本劇作家、劇場導演、演員。（1940年出生）
- 2025年：許歷農，中華民國陸軍二級上將，新黨創黨黨員。（1921年出生）[3]
- 2025年：彼得羅斯·莫利維亞蒂斯，希臘政治人物。（1928年出生）

## 节假日和习俗
- 星際大戰日
- 國際消防員日（英语：International Firefighters' Day）
- 中华人民共和国：五四青年节、科技传播日
- 中華民國：五四文藝節
- 日本：黃金週
- 日本：綠之日
- 斐济：青年日
- 纳米比亚：卡辛加日
- 拉脫維亞：獨立宣言日
- 荷蘭：國家死難者紀念日（英语：Remembrance of the Dead）